# Leigh Fetter
Leigh Ann Fetter, née le 23 mai 1969 à Louisville (Kentucky), est une ancienne nageuse américaine spécialiste de la nage libre. Elle est médaillée d'argent aux Mondiaux 1991.

## Carrière
Sélectionnée pour les Jeux olympiques d'été de 1988, elle atteint la finale du 50 m nage libre où elle termine 5e.
En mars 1990, alors âgée de 20 ans et étudiante à l'université du Texas à Austin, elle devient la première nageuse à nager un 50 yards nage libre en moins de 22 secondes. Son record ne peut être homologué car pratiqué dans une piscine aux normes non réglementaires.
Après avoir pris sa retraite sportive, elle devient entraîneuse. Elle travaille notamment à l'université d'État de Floride pendant trois ans puis l'université James Madison. Elle part ensuite entraîner dans divers lycées américains.

## Palmarès

### Championnats du monde
- Championnats du monde 1991 à Perth ( Australie) :
  -  médaille d'argent du 50 m nage libre

### Championnats pan-pacifiques
- Championnats pan-pacifiques 1989 à Tokyo ( Japon) :
  -  médaille d'or du 4 x 100 m 4 nages
  -  médaille de bronze du 50 m nage libre